# Bruno Bettinelli
Bruno Bettinelli (4 de junio de 1913 - 8 de noviembre de 2004) fue un compositor y profesor italiano.
Bruno Bettinelli nació en Milán donde estudió en el Conservatorio "G. Verdi" de Milán, bajo la tutela de Giulio Cesare Paribeni y Renzo Bossi. 
Ostentó el título de profesor de composición en ese mismo instituto y formó a numerosos músicos italianos contemporáneos notables, entre ellos Claudio Abbado, Emiliano Bucci, Elisabetta Brusa, Gilberto Serembe, Danilo Lorenzini, Roberto Cacciapaglia, Bruno Canino, Aldo Ceccato, Riccardo Chailly, Azio . Corghi, Armando Gentilucci, Riccardo Muti, Maurizio Pollini, Uto Ughi, Angelo Paccagnini, Bruno Zanolini, Silvia Bianchera, Umberto Benedetti Michelangeli, Francesco Degrada, Massimo Di Gesu, Carlo Alessandro Landini, Massimo Anfossi, Caterina Calderoni, Barbara Rettagliati, Massimo Berzolla y otros. También enseñó a la cantautora italiana Gianna Nannini.
Recibió numerosos galardones internacionales por su labor en composición, incluyendo un prestigioso premio de la Accademia Nazionale di Santa Cecilia en Roma durante la década de 1940. Además, se destacó en el ámbito de la musicología y la crítica musical.
Sus obras son interpretadas a nivel mundial en la actualidad. La música de Bettinelli se edita principalmente a través de editoriales como Ricordi, Suvini Zerboni y Sonzogno.
Fue nombrado Académico de la Accademia Nazionale di Santa Cecilia en Roma y miembro de la Academia Nacional Luigi Cherubini en Florencia.
Bruno Bettinelli falleció en Milán en el año 2004, a la edad de 91 años.
En memoria de Bruno Bettinelli, las Edizioni Musicali Europee de Milán (EME), en colaboración con las revistas "Cartellina" y "Chorus", crearon un concurso nacional de composición coral que lleva su nombre.

## Música
Bettinelli era autor de música sinfónica, coral, ópera y de cámara.
Sus obras incorporaron un neoclasicismo contrapuntístico, influenciado por Igor Stravinsky, Paul Hindemith y Béla Bartók y por los compositores italianos Alfredo Casella, Goffredo Petrassi y Gian Francesco Malipiero.
Su música posterior evolucionó constantemente e incorporó nuevos elementos: la atonalidad, la dodecafonía, así como las nuevas técnicas instrumentales (multifónicos, armónicos y otros efectos instrumentales). Su música desemboca en un lenguaje cromático libre y personal, siempre lleno de timbres refinados y gestos eficazmente elocuentes, dotado de estructuras formales de notable rigor expresivo.
Sus numerosas composiciones sinfónicas lo convierten en uno de los compositores de sinfonías italianos más importante de la segunda mitad del siglo XX.

### Música orquestal
- Coro obstinado para gran orquesta (1938)
- Movimiento sinfónico n. 1 para orquesta (1938)
- Sinfonia da camera in quattro tempi para orquesta (1938) (también conocida como Sinfonía n.° 1 )
- Due invenzioni para orquesta de cuerdas (1939)
- Concierto para orquesta en tre tempi (1940)
- Introducción para orquesta de cuerdas (1941)
- Fantasia e fuga su temi gregoriani (Fantasía y fuga sobre temas gregorianos) para orquesta de cuerdas (1944)
- Divertimento para pequeña orquesta (1944)
- Concierto da cámara para pequeña orquesta (1952)
- Concierto para piano y orquesta (1952-1953)
- Sinfonía breve para orquesta (1954) (también conocida como Sinfonía n.º 4 )
- Música para orquesta de cuerdas (1958)
- Preludio elegiaco (Preludio elegíaco) para orquesta (1959)
- Episodios para orquesta (1961-1962)
- Concierto para 2 pianos y orquesta de cámara (1962)
- 3° Concierto para orquesta (1964)
- concierto n. 2 para piano y orquesta (1968)
- Variantes para orquesta (1970)
- Estudio para orquesta (1973)
- Sinfonía n. 5 para orquesta (1975)
- Sinfonía n. 6 para orquesta (1976)
- Sinfonía n. 7 para pequeña orquesta (1978)
- Contrasti para orquesta (1979)
- Concierto para guitarra y orquesta de cuerdas con vibráfono ad libitum (1981)
- Cuádruplo para orquesta (1981)
- Concierto para violín y orquesta (1982-1983)
- Alternancia para orquesta (1983)
- Omaggio a Stravinsky (Homenaje a Stravinsky) para orquesta de cámara (1984)
- Estructura para pequeña orquesta (1985)
- 4° Concierto para orquesta (1988)
- 3 Studi d'interpretazione para orquesta de cuerdas (1990)

### Óperas
- Il pozzo e il pendolo (El pozo y el péndulo), ópera en un acto de Edgar Allan Poe (1957)
- La Smorfia, ópera en un acto y dos escenas, libreto de Riccardo Bacchelli (1959)
- Cuenta atrás, ópera en un acto, libreto de Antonello Madau Díaz (1969)

### Música instrumental
- Improvisación para guitarra (1970)
- Studio da concerto para clarinete solista (1971)
- Cinque Preludi (Cinco Preludios) para guitarra (1971)
- Studio da concierto para clavecín (1972)
- Musica per sette per gruppo da camera (Música para siete para grupo de cámara) (1975)
- Sonata breve para guitarra (1976)
- Due movimenti para viola y piano (1977)
- Estudios para guitarra (1977)
- Studio da concerto para fagot solista (1977)
- Divertimento a dueo para 2 guitarras (1982)
- Música a dúo para flauta y guitarra (1982)
- Come una cadencia para guitarra (1983)
- Diálogo para flauta y piano (1983)
- 5+5 para doble quinteto mixto (1984)
- Tre pezzi per pianoforte (Tres piezas para piano) (1984)
- Studio da concerto para violonchelo solo (1991)
- Trío para cuerdas (1993)

### Música coral polifónica
- Tre liriche corali di Ungaretti (Tres letras corales de Ungaretti) (1940)
- Liriche di Ungaretti para coro a capela (1971)
- Sono una creatura (Soy una criatura), cantata para coro y orquesta, texto de Giuseppe Ungaretti (1971)
- Poesie di Tiziana para coro femenino, texto de Tiziana Fumagalli (1978)
- Cantata nº 2 "In Nativitate Domini" para soprano y orquesta (1982)
- Cantata nº 3 para coro y orquesta, texto de Thomas Campanella (1985)
- Tre mottetti (Tres motetes) para coro de voces mixtas (1985)
- Dittico ambrosiano para coro a cuatro voces (1997)
- Missa Brevis (1997)
- Vocalizzo su Amen para coro de cuatro voces mixtas (1997)